# Babel (album de Jean-Louis Murat)
Pour les articles homonymes, voir Babel.
Albums de Jean-Louis Murat
Toboggan
(2013) Morituri
(2016)
Babel est un album musical de Jean-Louis Murat sorti en 13 octobre 2014 sur le label PIAS.

## Liste des titres de l'album
Disque 1
1. Chacun vendrait des grives – 5:25
2. Chant soviet – 3:05
3. J'ai fréquenté la beauté – 2:52
4. Blues du cygne – 3:04
5. Dans la direction du Crest – 7:38
6. La Chèvre alpestre – 3:37
7. Qu'est-ce qu'au fond du cœur – 4:43
8. Les Ronces – 4:18
9. Mujade ribe – 8:55
10. Vallée des merveilles – 4:18

Disque 2
1. Le jour se lève sur Chamablanc – 7:26
2. Neige et Pluie au Sancy – 3:19
3. Col de Diane – 4:44
4. Noyade au Chambon – 5:02
5. Tout m'attire – 3:46
6. Frelons d'Asie – 6:05
7. Long John – 3:21
8. Chagrin Violette – 3:31
9. Camping à la ferme – 3:06
10. Passions tristes – 6:21

## Musiciens ayant participé à l'album
- Jean-Louis Murat : chant, guitare
- The Delano Orchestra :
  - Christophe Pie : batterie
  - Matthieu Lopez : guitare, basse
  - Alexandre Rochon : guitare, claviers
  - Guillaume Bongiraud : violoncelle, piano
  - Julien Quinet : trompette
- Morgane Imbeaud : chœurs

## Réception critique
Babel est en partie le fruit d'une collaboration avec le The Delano Orchestra, un groupe de rock auvergnat d'influence folk-rock américaine. Très bien reçu par la critique, notamment Télérama qui lui accorde son maximum de ƒƒƒƒ, l'album est entré à la septième place des classements et est resté onze semaines dans le Top 200.